# Paul de La Boulaye
Pour les articles homonymes, voir La Boulaye (homonymie).
Paul de La Boulaye, de son nom complet Charles Antoine Paul Georgette du Buisson de La Boulaye (né à Bourg-en-Bresse le 24 janvier 1849 - mort à Moulins le 4 janvier 1926) est un peintre français. Élève de Bonnat, il se spécialise dans les scènes de genre, les portraits et la peinture d'histoire et religieuse.
Deux de ses toiles – La Mère Auberger (1884) et Le Baptême de l'orphelin (1884) – sont exposées au musée Anne-de-Beaujeu à Moulins.
Il ne doit pas être confondu avec un peintre homonyme, Paul de La Boulaye (1902-1961), qui appartient à une autre famille (Lefebvre de La Boulaye).

## Biographie

### Famille
Paul de La Boulaye était le fils d'Eugène Georgette du Buisson de La Boulaye (1810-1888) et d'Adrienne de Graindorge d'Orgeville de Mesnil-Durand (1811-1859). Son grand-père paternel, Jean Baptiste Georgette du Buisson (1781-1856), vicomte de La Boulaye, avait été secrétaire général de la maison du roi puis intendant de la liste civile et député sous la Restauration ; Louis XVIII le fit vicomte héréditaire le 8 janvier 1820. Sa famille maternelle était une famille d'officiers.

### Expositions

#### Première exposition au Salon
Il expose au Salon à partir de 1873 (David, Martyre, Adoration des bergers) des tableaux religieux. 

#### Salon "paysan"
Il oriente peu à peu sa peinture sur des références régionales, d'abord de la Bresse (Au sermon, souvenir de la Bresse, 1879), puis bourbonnaise (Le baptême de l'orphelin, 1884), dans laquelle ses personnages portent des costumes locaux et ont des traits correspondant aux gens de la région. Ses thèmes deviennent alors paysans.

#### Valeurs de travail, d'économie et d'ordre moral
Dans la seconde moitié du XIXe siècle, il évolue vers une forme d'académisme et reprend les valeurs de travail, d'économie et d'ordre moral.
Il est récompensé à l’Exposition Universelle de 1889 pour "Les marchandes de volailles de Bresse" et reçoit une médaille.

### Mariage en 1881
Il épouse en 1881 Constance Chabot (1857-1895), d'une famille de notables bourbonnais, dont le père fut maire de Toulon-sur-Allier. Elle lui donnera une descendance.
Son mariage l'attache au Bourbonnais, auquel il devra par la suite une part importante de son inspiration (La Mère Auberger qui représente la tradition, Le Baptême de l'orphelin, Le Chapeau bourbonnais).

### Sa descendance
Sa petite-fille, Chantal de Vigan, est elle-même artiste-peintre (elle peint sous le nom de Moulin-Vigan).

## Quelques œuvres
- Au sermon, souvenir de Bresse, huile sur toile 160 x 120 cm (1879). Ce tableau fait partie des collections nationales. Il a été déposé en 2005 par le musée d'Orsay au musée de la Bresse-Domaine des Planons à Saint-Cyr-sur-Menthon dans l'Ain. Ce tableau décrit avec précision le rôle de marqueur social que représente le vêtement et plus particulièrement les coiffes bressanes.
- La Mère Auberger, huile sur toile, 127 cm × 95 cm (1884)[2]
- Le Baptême de l'orphelin, huile sur toile, 98 × 130 cm (1884). On y note notamment la représentation du chapeau bourbonnais "à deux bonjours" qui comporte une visière à l'avant et une autre à l'arrière[3].
- David
- La Martyre
- Adoration des bergers, huile sur toile, 180 cm × 240 cm. Ce tableau a été classé monument historique le 6 octobre 2011[4] et se trouve à l’église Saint-Martin de Coligny. Il ressemble au style du Caravage, en particulier par l'utilisation du clair-obscur. La Vierge agenouillée apparaît habillée de blanc dans un halo de lumière blanche avec l'Enfant Jésus. Les visiteurs se voient à peine dans la pénombre de la partie gauche du tableau. Cette mise en lumière particulière fait référence au réalisme exacerbé du Caravage. Cette toile appartient à l'Association diocésaine de Belley[5].
- Sainte Jeanne d'Arc, huile sur toile, 73,7 cm × 61 cm (1909)
- Élégante à la cape rose (1893)
- L'Orientale, huile sur toile
- Le Chapeau bourbonnais, 60 × 45 cm [6]
- Jeune Orientale accoudée, huile sur toile, 100 cm × 70 cm (1891)
- Jeune fille nue, huile sur toile, 81,5 cm × 66 cm
- Femme à l’Épée, toile, 111 cm × 60 cm (1909)[7]